# Järve järv
Järve järv (järv = See) ist ein natürlicher See in der Landgemeinde Saaremaa im Kreis Saare auf der größten estnischen Insel Saaremaa. 910 Meter vom 3,2 Hektar großen See entfernt liegt der Ort Järve, der auch der Namensgeber des Sees ist, und 690 Meter entfernt liegt die Ostsee. Mit einer maximalen Tiefe von einem Meter ist er sehr seicht.